# 梁款
吳俊雄博士（英語：NG Chun Hung，1957—），祖籍廣東省清遠市；筆名梁款，香港文化學者。

## 簡歷
曾任香港大學社會學系副教授，專長文化及性別研究，在《信報》有《城市筆記》及《圖文傳真》的專欄，題材以香港流行文化及社會現象為主。
2005年，與其他關心香港流行文化的學者、藝術工作者及傳媒工作者發起「流行文化存香港」的長期計劃，希望由「黃霑書房」的展覽系列開始，延伸成一次對香港媒介和文化的回望與重構。

## 著作
- 《文化拉扯》香港：香港人文科學出版社，1996年
- 《文化再拉扯：跟紅頂白》香港：香港人文科學出版社，1997年
- 《閱讀香港普及文化1970-2000》（與張志偉合編）香港：牛津大學出版社，2000年12月 ISBN 0-19-592963-2
- 《文化拉扯三七情上面篇》香港：進一步多媒體有限公司，2004年2月 ISBN 962-8326-54-6
- 《香港·文化·研究》（與馬傑偉，呂大樂合編）香港：香港大學出版社，2006年2月 ISBN 978-962-209-786-5
- 《此時此處 許冠傑》香港：天窗出版社，2007年12月 ISBN 978-988-170-687-4
- 《香港文化政治》（與馬傑偉，呂大樂合編）香港：香港大學出版社，2009年5月 ISBN 978-962-209-971-5
- 《香港·生活·文化》（與呂大樂，馬傑偉合編）香港：牛津大學出版者，2010年12月 ISBN 978-0-19-396489-1
- 《普普香港：閱讀香港普及文化2000-2010》第1及第2冊 （與張志偉，曾仲堅合編）香港：香港教育圖書公司，2012年 ISBN 978-988-818-5627 及 ISBN 978-988-818-5634
- 《黃霑看黃霑 1941-1976》（黃霑著）香港：三聯書店，2021年 ISBN 978-962-0446627
- 《黃霑與港式流行 1977-2004》（黃霑著）香港：三聯書店，2021年 ISBN 978-962-0446955
- 《黃霑書房：流行音樂物語 1941-2004》（黃霑著）香港：三聯書店，2021年 ISBN 978-962-0446962

## 外部連結
- 香港大學社會學系：吳俊雄博士個人簡介 （页面存档备份，存于）